# Еврідіка I
Еврідіка I (грец. Εὐρυδίκη; бл. 407 до н. е. — бл. 359 до н. е.) — македонська цариця — дружина царя Амінта III та регента Птолемея.

## Життєпис
Донька Сірри, царя Елімії (держава у Верхній Македонії), та Ірри, доньки Аррабея I, царя Лінкестиди (держава у Нижній Македонії). Народилася між 410 та 404 роками до н. е., ймовірно близько 407 року до н. е.
Близько 390 рокудо н. е. стала дружиною македонського царя Амінта III. Народила у шлюбі 3 синів та 1 доньку. Поступово стала головною дружиною, відсунувши від впливу першу дружину Гігею, а її сини втратили можливість зайняти трон. Водночас Еврідіка багато уваги приділяла освіті своїх синів.
Відповідно до історика Юстина Еврідіка була коханкою аристократа Птолемея Алорита, з яким змовилася проти свого чоловіка. Але її донька Евріноя, що була дружиною Птолемея, викрила план Амінті III. Але той не став карати Еврідіку. Втім низка дослідників беруть під сумнів цю розповідь.
Після смерті чоловіка близько 371 року до н. е. владу перейняв її син Александр. Але невдовзі до Македонії вдерся претендент на трон Павсанії. В цій ситуації, піклуючись про спадок синів, Еврідіка закликала афінського стратега Іфікрата на допомогу. 
369 року до н. е. сина вбив швагро Птолемей Алорит, що оголосив себе регентом при сині Еврідіки — Пердікки III. Також Евірдіка була змушена вийти заміж за останнього. У 365 році до н. е. її син-цар вбив регента — чоловіка Еврідіки. В подальшому вона відійшла від політичної діяльності. Померла до 359 року до н. е.

## Родина
Чоловік — Амінт III. цар Македонії
Діти:
- Александр (д/н—369 до н. е.), цар Македонії
- Пердікка (д/н—359 до н. е.), цар Македонії
- Філіпп (382 до н. е.—336 до н. е.), цар Македонії
- Евріноя, дружина регента Птолемея Алорита